# Friedhofskapelle Mindelau

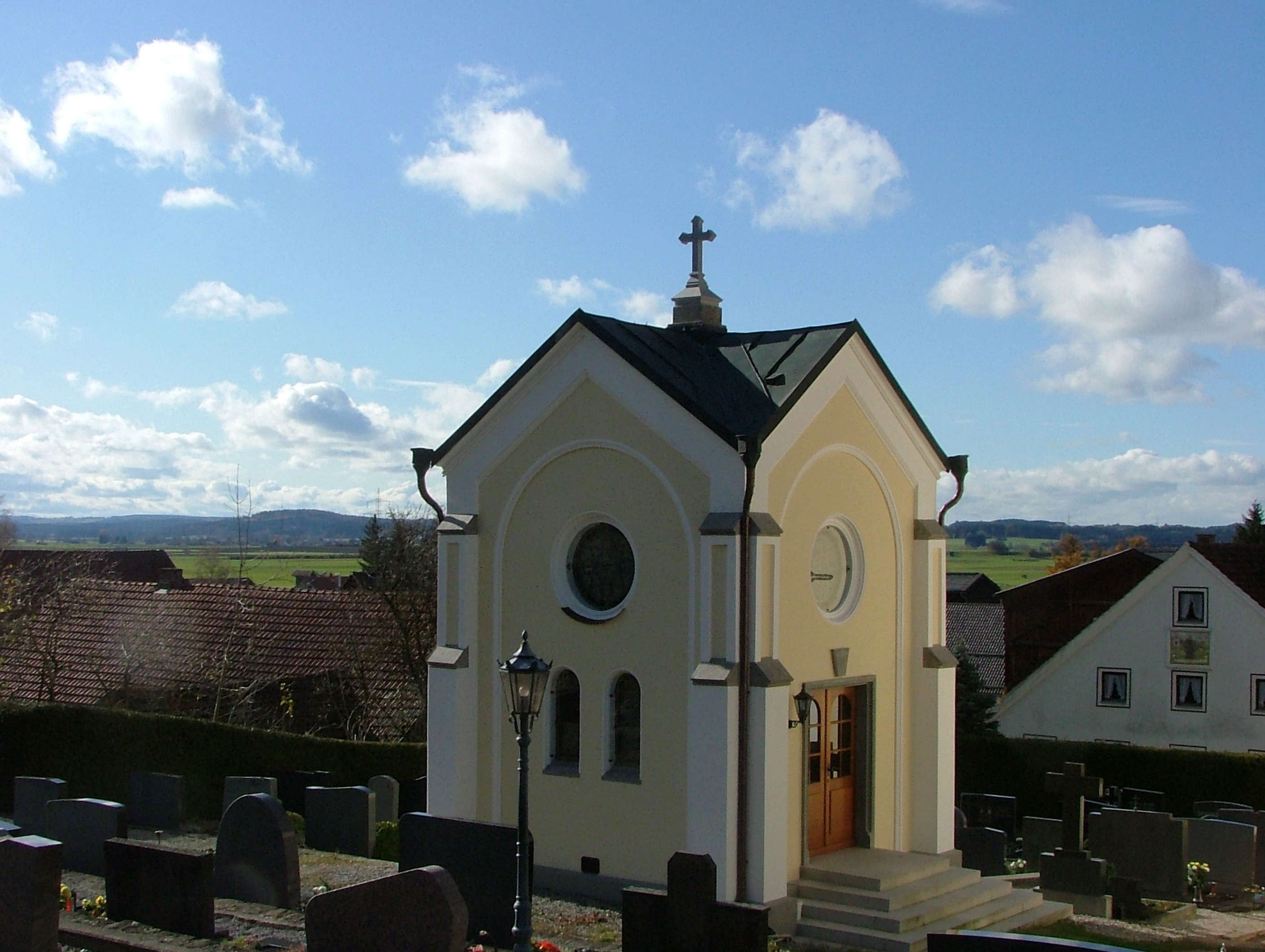
Friedhofskapelle Mindelau

Die Friedhofskapelle Mindelau steht im Friedhof des oberschwäbischen Mindelau, einem Ortsteil der Stadt Mindelheim.

## Lage
Die Kapelle steht südlich des Chores der Pfarrkirche St. Jakobus der Ältere.

## Geschichte
Sie wurde als Grabkapelle für den im Jahre 1858 im Alter von nur fünf Jahren verstorbenen Franz Seitz von seinen Eltern erbaut. Sein Vater Xaver Seitz war Ökonom und Bürgermeister von Mindelau. Die Eltern wurden später ebenfalls in der Kapelle beigesetzt. Heute dient sie als Leichenhaus.

## Beschreibung

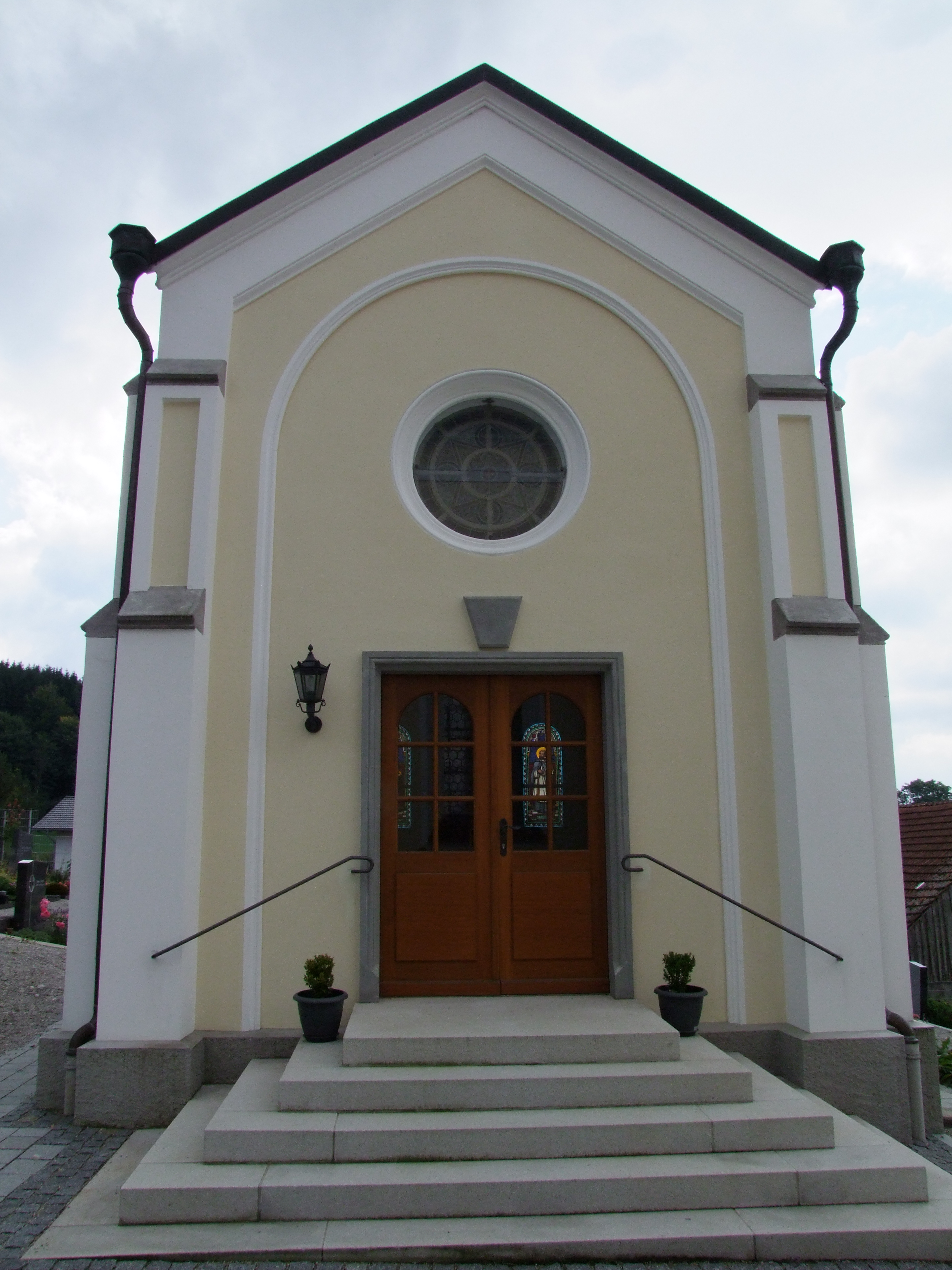
Eingang zur Friedhofskapelle

Die Kapelle ist ein quadratischer Zentralbau in romanisierenden Formen in der Nachfolge von Friedrich von Gärtner. An jeder Ecke befinden sich zwei im rechten Winkel zueinander stehende, flache und abgetreppte Strebepfeiler. An den Seiten ist je eine hohe Rundbogenblende mit zwei Rundbogenfenstern unten und einem Kreisfenster oben in die Wand eingelassen. Jede Seite hat einen flachen Giebel mit Bandgesimsen an den Schrägen; das Dach über dem Mittelgiebel trägt in der Mitte  ein Kreuz. Den Innenraum schließt oben ein Kreuzgratgewölbe ab. In den Ecken sind Runddienste mit Kapitellen und an den vier Seiten große Rundbogenblenden angebracht.

## Ausstattung
Über einem kleinen neuromanischen Mensa-Altar aus Stein an der Südwand befindet sich ein rundbogiges Gemälde des Auferstandenen auf Blech, bezeichnet mit 1873 Fer. Wagner. Die Wände und das Gewölbe sind mit Dekorationsmalerei geschmückt. Links und rechts vom Altar befinden sich große Fenster mit Glasmalereien der heiligen Maria Magdalena und des heiligen Franz Xaver. Die übrigen Fenster sind ornamental verglast.
Drei Porträts in Öl auf Leinwand der Familie Seitz, die in der Kapelle begraben ist, wurden um 1858 geschaffen. Eine Gruftplatte im Boden aus weißem Marmor trägt die Lebensdaten des Stifters, seiner Frau und seines Sohnes. Unten links ist sie mit E. Bachman signiert, dem Namen eines Steinmetzen aus Mindelheim.